# Horatio Seymour (Politiker, 1810)

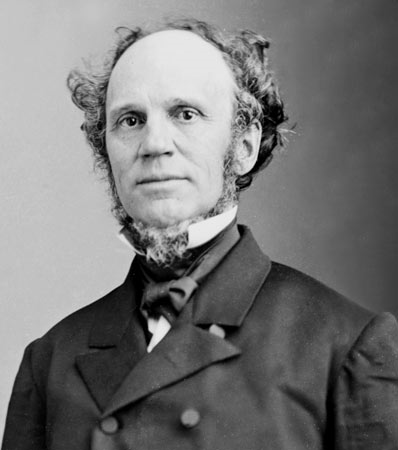
Horatio Seymour

Horatio Seymour und Francis Preston Blair, Jr. Wahlkampfplakat zur Nominierung zum Präsidentschaftskandidaten der Demokraten

Horatio Seymour (* 31. Mai 1810 in Pompey Hill, Onondaga County, New York; † 12. Februar 1886 in Utica, New York) war ein US-amerikanischer Politiker der Demokratischen Partei. Von 1853 bis 1854 sowie von 1863 bis 1864 war er Gouverneur von New York. Bei der Präsidentschaftswahl 1868 war er der Kandidat der Demokratischen Partei, unterlag jedoch dem Republikaner Ulysses S. Grant.

## Leben
Seymour war von 1841 bis 1850 Mitglied der Regierung von Utica, 1842 bis 1843 war er dortiger Bürgermeister. Parallel saß er von 1842 bis 1845 in der New York State Assembly und war zeitweise Speaker dieser Parlamentskammer. Von 1853 bis 1854 und von 1863 bis 1864 bekleidete er das Amt des Gouverneurs von New York. Seine Regierungszeit 1863–1864 war durch den Bürgerkrieg und etliche Probleme geprägt, wie z. B. die New Yorker Draft Riots im Juli 1863. Außerdem warfen ihm die Republikaner vor, nicht loyal zur Union zu stehen.
Die Gouverneurswahlen von 1864 verlor er gegen seinen republikanischen Gegenkandidaten Reuben Fenton. Seymour kämpfte während des Bürgerkriegs gegen die Emanzipation der Sklaven, gegen die Wehrpflicht und kritisierte Abraham Lincolns Kriegspolitik.
Im Juli 1868 gewann Seymour, unter anderem gegen den amtierenden Präsidenten Andrew Johnson und die Abgeordneten des Repräsentantenhauses Francis Blair und George H. Pendleton, die Nominierung zum Präsidentschaftskandidaten der Demokraten. Blair wurde anschließend sein Kandidat für die Vizepräsidentschaft. Auf dem Nominierungsparteitag der Demokraten war er zunächst nicht als Kandidat angetreten, da er wie bereits zuvor 1864 den Parteitag leitete. Nachdem jedoch in 21 Wahlgängen keiner der Kandidaten die erforderliche Mehrheit für die Nominierung erreichen konnte, wurde Seymour – gegen seinen zunächst erklärten Willen – vom Parteitag im 22. Wahlgang einstimmig als Präsidentschaftskandidat nominiert. 
In der folgenden Wahl 1868 um das Amt des US-Präsidenten unterlag Seymour dem republikanischen Kandidaten Ulysses S. Grant mit 47,3 % zu 52,7 % der insgesamt abgegebenen Stimmen, wobei sein Rückstand im Electoral College mit 80 zu 214 Stimmen jedoch deutlich größer ausfiel.
Im Anschluss an die Niederlage zog sich Seymour vom politischen Leben zurück. Er starb auf seinem Landsitz bei Utica.